# New Mexico State Route 37
New Mexico State Route 37 ist ein Highway im US-Bundesstaat New Mexico, der in Nord-Süd-Richtung verläuft.
Der Highway beginnt an der New Mexico State Route 48 nördlich von Ruidoso und endet westlich von Capitan am U.S. Highway 380. Die State Route führt durch die Sacramento Mountains, die zum Lincoln National Forest gehören.